# Idaea subfuscaria
Idaea subfuscaria là một loài bướm đêm trong họ Geometridae.